# シグネ (小惑星)
シグネ (459 Signe) は小惑星帯に位置する小惑星。1900年10月22日、マックス・ヴォルフがハイデルベルクで発見した。
北欧神話などの英雄シグムンドの双子の妹シグニュー (Signy) にちなんで名付けられた。